# Lexington Bridge (band)
Lexington Bridge of ook wel bekend als LXB werd medio 2006 na een wereldwijde zoektocht als boyband opgericht door Universal Music. De groep bestond uit Rob Uncles uit de Verenigde Staten, Nye Oakley, Dax O'Callaghan en Jerome Simeon uit Groot-Brittannië en Ephraim Beks uit Nederland. De band dankt zijn naam aan Lexington Avenue in New York. Aan de andere kant verwijst Bridge naar de verschillende landen, culturen en stijlen van de leden en naar de muzikale elementen zoals pop, hiphop, R&B en dance die ze met elkaar overbruggen met hun muziek.

## Carrière
De band werd in het voorjaar van 2007 bekend met de debuutsingle Kick Back. Op 12 oktober 2007 verscheen de tweede single Real Man in samenwerking met de Amerikaanse rapper Snoop Dogg en op 23 november 2007 verscheen het album The Vibe.
Lexington Bridge was bijzonder succesvol op het Europese continent. De bandleden verwierven vooral bekendheid in Duitsland toen ze als speciale gasten speelden tijdens Monrose's Temptation Tour. Maar ook in landen als Polen (top 5) en Bulgarije wisten ze zich in de hitlijsten te plaatsen.
Begin 2008 werd bij bandlid Nye de diagnose boulimia gesteld, dus nam hij tot begin juni een pauze in de band. In de zomer keerde hij na een verblijf in het ziekenhuis terug naar de band. Dit werd gevolgd door een Europese campagne voor het jonge modebedrijf NewYorker. De leden van Lexington Bridge stonden model voor de herfstcampagne van 2008 en sierden maandenlang advertenties en posters in heel Europa.
De single Dance with Me (in de Gold Edition) werd uitgebracht op 24 oktober 2008 en kwam op nummer 20 in de Duitse hitlijsten terecht. De single bevat ook de Charity Foundation Remix van Go On and Go en een rockversie van dit nummer.
Lexington Bridge werd in de zomer van 2010 opgeheven.

## Discografie

### Album
- The Vibe (2007)

### Singles
- Kick Back (2007)
- Real Man (2007)
- Everything I Am (2007)
- Dance with me (2008)